# Netelia harmani
Netelia harmani är en stekelart som beskrevs av Ian D. Gauld 1983. Netelia harmani ingår i släktet Netelia och familjen brokparasitsteklar. Inga underarter finns listade i Catalogue of Life.